# Hiphop in je smoel
Hiphop in je Smoel, afgekort HIJS, is het langstlopende online hiphopmagazine van Nederland. HIJS is in 1999 opgericht door een groep hiphopliefhebbers met als doel verslag te doen van de nationale en internationale hiphopscene. In het begin richtte zij zich vooral op de stijlen boombap en Nederhop maar door de jaren heen verbreedde de aandacht van de site en de stichting erachter en professionaliseerde zij zich in hun aanpak. De website wordt beheerd vanuit Rotterdam door stichting HIJS en werd door verslaggever Pablo Cabenda in de Volkskrant gekenmerkt als "gezaghebbend" in het genre.

## Stichting HIJS
Naast de website organiseert HIJS sinds 2001 diverse evenementen, treedt zij op als adviseur op het gebied van podiumprogrammering en is mediapartner van een aantal (inter)nationale evenementen. Daarnaast is de stichting met hun project Rewriters010 sinds 2014 actief in het cureren van muurschilderingen, het geven van workshops en de verslaggeving van de street art scene in Nederland, met name in Rotterdam. Stichting HIJS is door de Belastingdienst gekenmerkt met een ANBI-status.

## Smoelwerk
In 2009 vierde HIJS het tienjarig bestaan met Smoelwerk, een boek en gelijknamige documentaire over de hiphopcultuur in Nederland in het voorgaande decennium. Documentairemaker Danny Stolker liet in de film in circa 70 minuten 30 sleutelfiguren waaronder Def P, Brainpower, Ali B en U-Niq aan het woord.

## Dropzone
Om een laagdrempelig podium te bieden aan nog onbekend talent heeft HIJS de Dropzone in het leven geroepen. Op dit deel van de website kunnen artiesten hun tracks direct publiceren. De Dropzone wordt regelmatig gebruikt om talent te scouten voor showcasefestivals als To The Max in Tilburg, evenementen die HIJS zelf organiseert of 'beat battles' zoals HIJSBEATS en HIJSBEATS2. Als resultaat van de HIJSBEATS2 wedstrijd werd bovendien het gelijknamige verzamelalbum uitgebracht.

## Rewriters010
Rewriters010, ook wel Rewriters en Rewriters Rotterdam genoemd, is een project van stichting HIJS waarmee de street art scene van Rotterdam in kaart wordt gebracht. Daarnaast maken zijzelf ook muurschilderingen in de stad mogelijk. De stadswandelingen van Rewriters010 komen langs meer dan vijftig muurschilderingen en zijn te lopen samen met een gids, of op eigen initiatief met behulp van de officiële app voor Android en iOS toestellen. Rewriters is door Tripadvisor beloond met 4.5 ster. Ook werd het project internationaal positief besproken door onder meer Mass Appeal en Vogue en The New York Times.

## POW! WOW! Rotterdam
In 2018 organiseerde stichting HIJS de eerste Europese editie van het internationale street art-festival POW! WOW! in het Merwe-Vierhavens-gebied. Op en rond de Keilewerf werden door diverse kunstenaars muurschilderingen gemaakt, en er was een muzikaal programma met medewerking van onder meer Fresku, Mocromaniac en Sevn Alias. Het evenement werd genomineerd als 'Beste Publieksevenement' van het jaar. In 2019 werd de tweede editie van het festival aangekondigd. Hiervoor werd de Afrikaanderwijk in stadsdeel Feijenoord als locatie gekozen. Gedurende een week werden daar muurschilderingen gerealiseerd, met op 15 september een muzikaal festival op het Afrikaanderplein als afsluiting. De korte film die over het festival en de wijk gemaakt werd, werd uitgezonden door RTV Rijnmond en geselecteerd voor RTM Remix programma van het International Film Festival Rotterdam.